# Heinrich Kern (Politiker)
Heinrich Kern (* 15. Mai 1853 in Bülach; † 18. Oktober 1923 in Zihlschlacht), heimatberechtigt in Zürich und Bülach, war ein Schweizer Landwirt und Politiker.

## Leben

### Familie
Heinrich Kern war der älteste von drei Söhnen des Landwirts und Friedensrichters Johannes Kern und dessen Ehefrau Regula (geb. Meier).
Er war seit 1885 mit Selina, der Tochter des Baumwolltuchfabrikanten Hans Rudolf Bosshard aus Bauma, verheiratet. Gemeinsam hatten sie eine Tochter, die später den Seidenfabrikanten Adolf Huber aus Bauma heiratete, sowie einen Sohn, der später an der Universität Zürich Jura studierte.

### Werdegang
Nachdem er die Primar- und Sekundarschule besucht hatte, wurde Heinrich Kern Landwirt auf dem elterlichen Hof und zusätzlich Bezirksagent der Mobiliarversicherung. Autodidaktisch eignete er sich durch den Besuch von rechtswissenschaftlichen Vorlesungen an der Universität Zürich juristisches Wissen an.
Von 1883 bis 1891 war er Richter am Bezirksgericht in Pfäffikon und in dieser Zeit seit 1884 Vizepräsident des Gerichts.
1880 wurde er an der Verwaltungsoffiziersbildungsschule II in Thun als Leutnant zum Verwaltungsoffizier ausgebildet. 1886 erfolgte seine Beförderung zum Hauptmann und 1891 zum Major. Aus dem Wehrdienst entlassen wurde er im Rang eines Oberstleutnants der Verwaltungstruppen.

### Politisches Wirken
Heinrich Kern war ein liberaler Politiker.
1874 war er Präsident der Sektion Bülach des Grütlivereins.
Er war von 1875 bis 1891 Gemeindeschreiber und zeitweise auch Gemeinderat in Bülach.
Von 1884 bis 1896 war er, als Nachfolger von Fritz Bopp, Zürcher Kantonsrat und in dieser Zeit 1895 Kantonsratspräsident.
Er war vom 25. März 1895 bis zum Verzicht seiner Wiederwahl am 30. November 1902 Nationalrat sowie von 1896 bis zu seinem Rücktritt 1908 Zürcher Regierungsrat und führte als Direktor die Direktionen (kantonalen Ministerien) Gesundheit, Militär und Bauten. Von 1900 bis 1901 sowie von 1907 bis 1908 amtete er als Regierungspräsident.
Im Nationalrat folgte ihm der Beamte Jakob Walder.

## Mitgliedschaften
Heinrich Kern war in verschiedenen landwirtschaftlichen Organisationen aktiv. So war er unter anderem 1891 Präsident des landwirtschaftlichen Bezirksvereins Bülach und 1897 Mitbegründer und bis 1917 Vorstandsmitglied des Schweizerischen Bauernverbands, der während des Schweizerischen Bauerntags in Bern durch Nationalrat Johann Jenny gegründet worden war.